# 建華集團

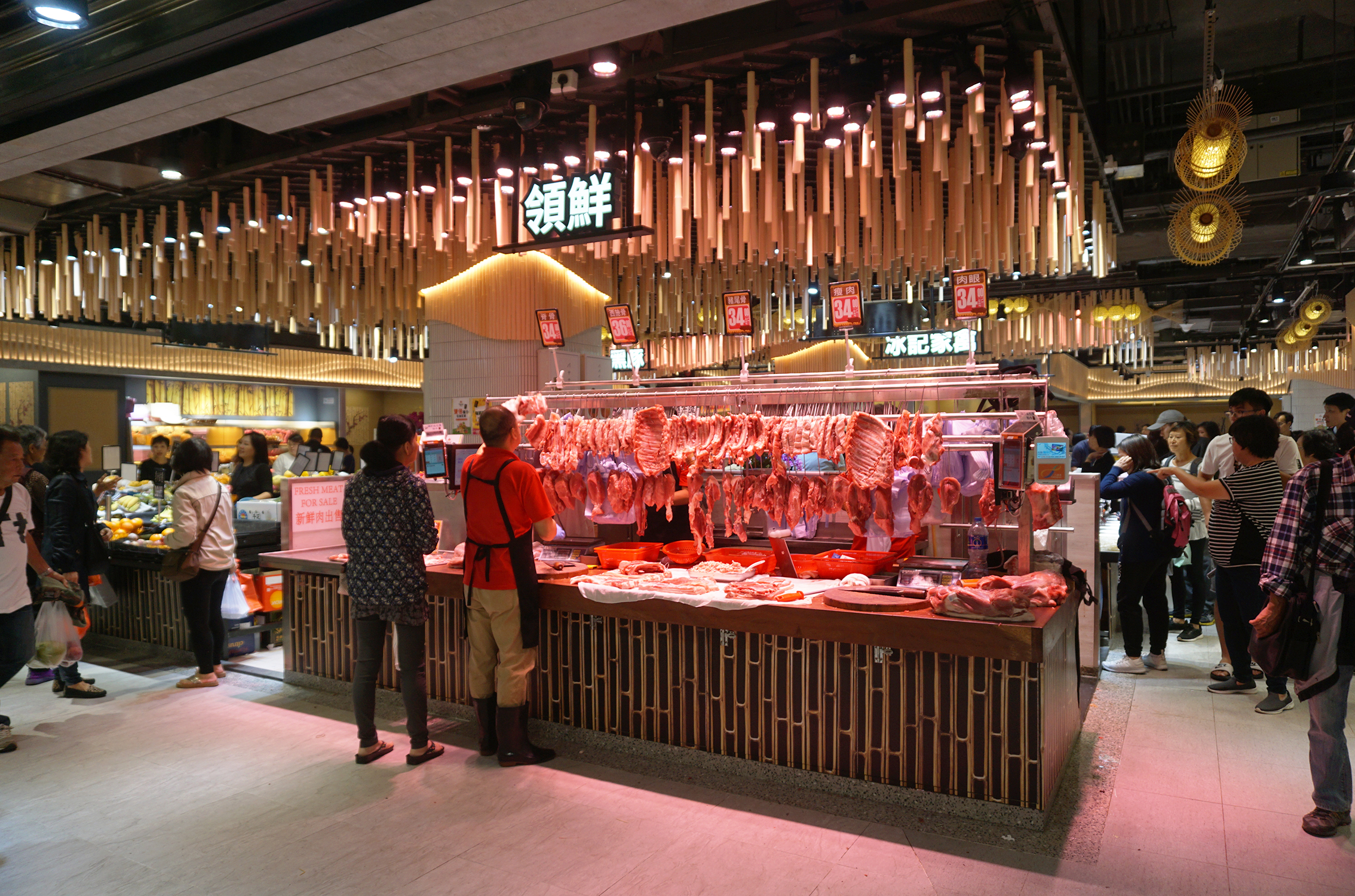
建華集團旗下品牌「領鮮」，位於建華管理的竹園市場的分店

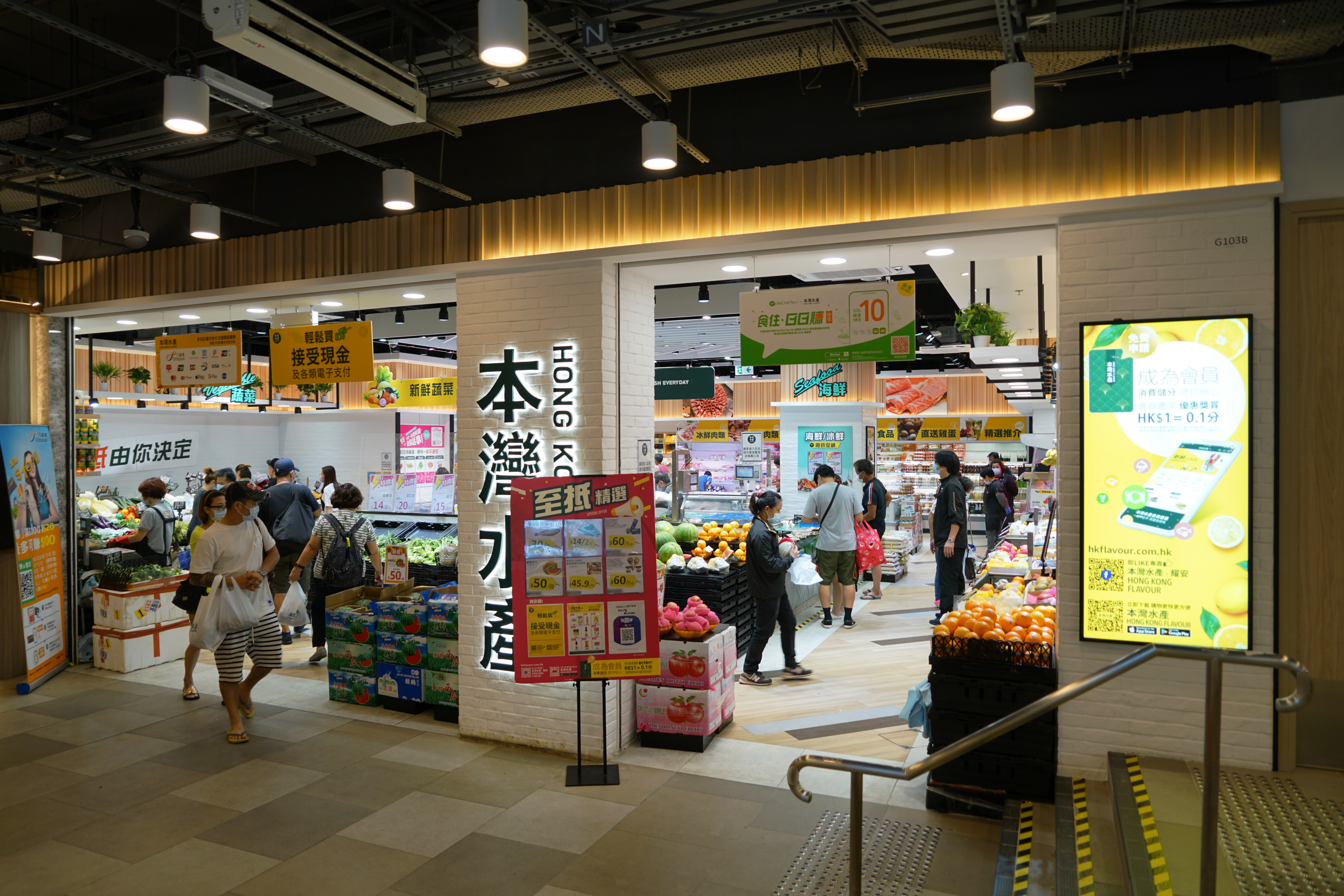
建華旗下，位於耀安邨的超市「本灣水產」

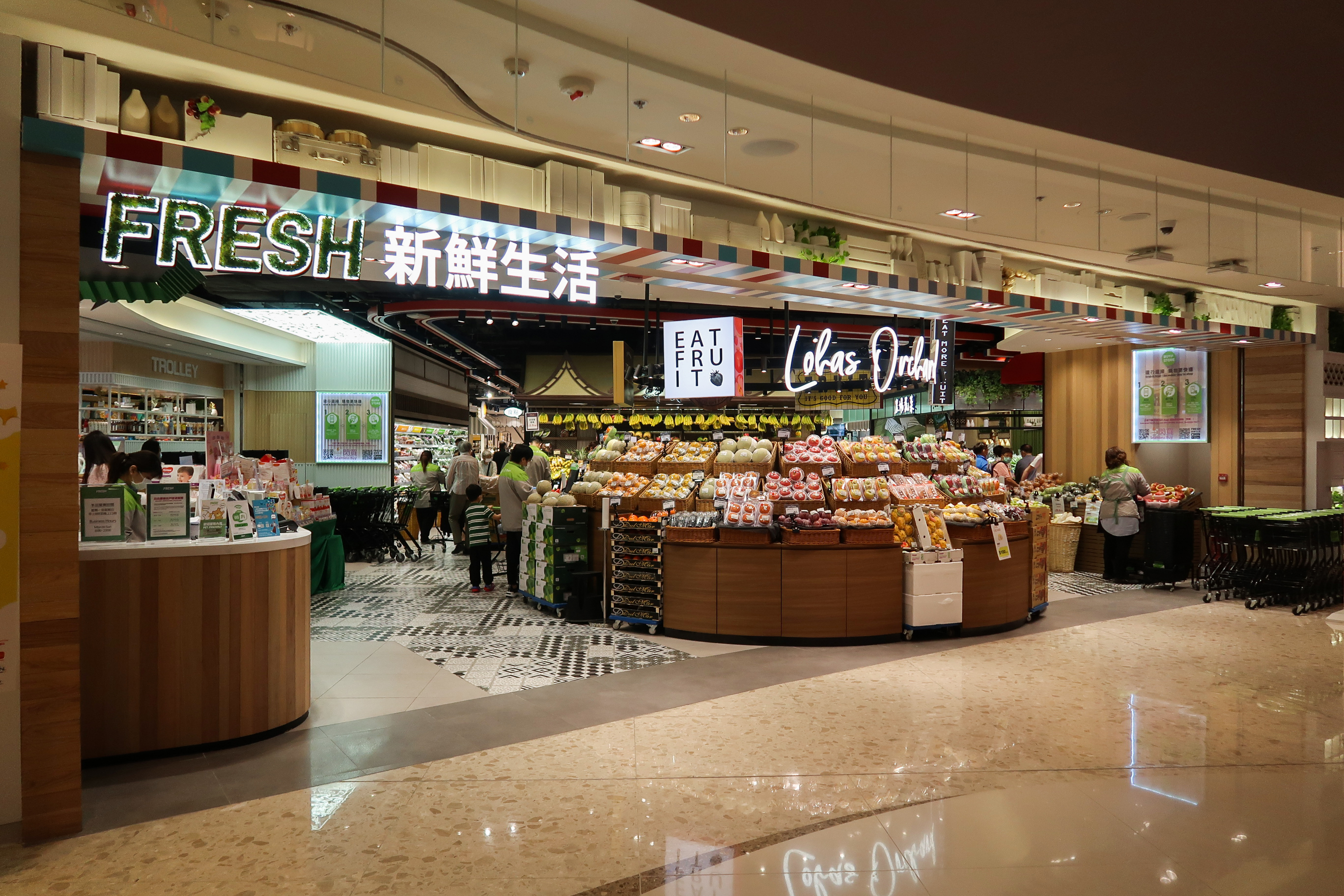
建華旗下，位於日出康城的超市「FRESH 新鮮生活」

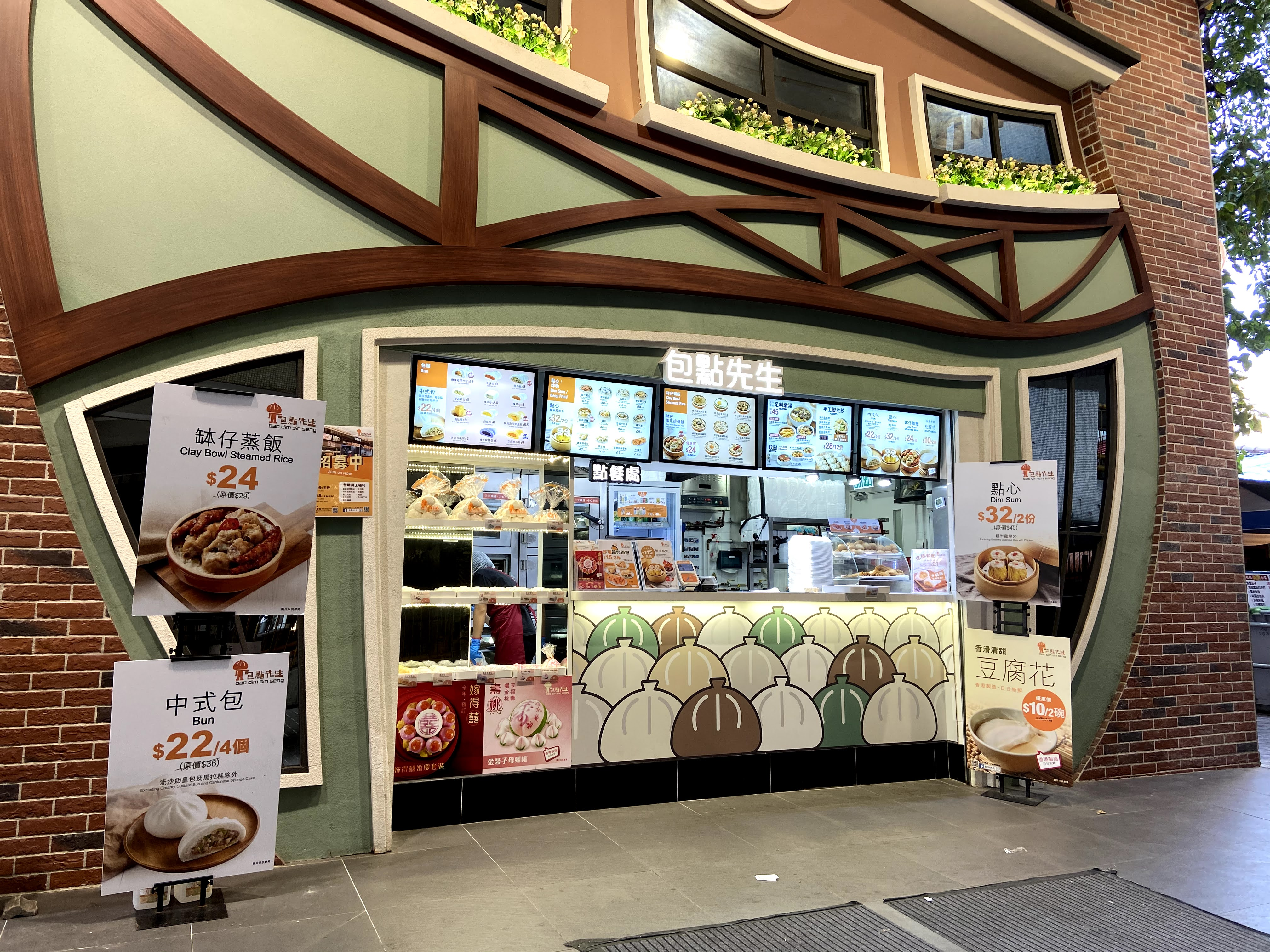
建華旗下品牌「包點先生」，位於建華管理的友愛街市的分店

建華集團（英語：Uni-China Group），是香港最大豬肉零售商，以及最大食品零售商之一，旗下擁有逾1000個銷售點。集團負責管理多個領展商場街市，亦擁有數十個凍肉、蔬果、超市等零售店品牌，包括「本灣水產」，「FRESH 新鮮生活」和與屈臣氏集團聯營的「TASTE X FRESH新鮮生活」。

## 集團發展
「摩登街市佬」凌偉業於1990年開始合作出售豬、牛、羊、家禽，及後成立建華集團。集團於2003年開始為超市供應鮮肉，是全港首個將鮮肉引入超市的供應商。
2007年成立「包點先生」，主打港式快速點心。2010年創立鮮肉品牌「農夫」。
建華集團於2012年承辦華貴街市，首次踏足街市管理，並於翌年成立「香港街市」，擴充其活化、管理及經營街市業務。
2015年，在深水埗開設新式豆品店「豆腐主義」。同年，領展開始大量翻新旗下屋村商場內的街市，改善購物環境，並外判管理和租務至建華集團。位於小西灣邨的小西灣街市亦於同年8月翻新，改名為本灣市場，並引入「i-chicken」屏幕遙距揀活雞。
建華集團近年發展迅速，於2016年集團旗下持有超過200間商戶。至2019年，建華擴充至全港有逾500個銷售點，出售豬、牛、魚、雞。除了零售業務，建華集團亦有投資商舖物業。其中包括在2018年以1.39億元購入天水圍新北江商場一個面積約4,000呎的大型地舖，以及以7,380萬購入荃灣大成大廈高層全層發展迷你倉業務。2018年中國大陸爆發非洲豬瘟疫情；2019年5月，上水屠房有來自中國大陸的豬內臟樣本驗出非洲豬瘟病毒，於是政府下令銷毀場內約6,000頭活豬，導致供應香港活豬數量大減。作為市場最大豬肉零售商，建華為了應對此情況，開設了新品牌「健康農場」售賣凍肉，引入冰鮮豬肉，標榜無菌、無激素。截至2024年，「健康農場」已開設70間分店。
除領展街市外，建華亦與基匯資本合作，將大部份基匯資本旗下的民坊商場及／或街市翻新，並推出會員制度。首個合作項目為麗閣商場，於2019年翻新，並於同年11月開業。其他合作項目包括兆禧苑商場、愛定商場、石籬商場、鴨脷洲邨商場、山景商場、秦石商場、景林商場、大窩口商場、錦泰商場、雍盛商場、葵盛東商場、長亨商場、啟業商場、順天商場、華明商場、華心商場、明德商場、宏暉中心、利安商場及利東商場。
2019年10月，建華透過關聯公司「瑪雷有限公司」建立新品牌「本灣水產」，進駐超級市場業務，標榜採用無現金支付方式。集團於慈雲山中心開設首間「本灣水產」，並於2020年1月重新裝修馬鞍山耀安街市成為「本灣水產」超市。
2020年6月，政府因應2019冠狀病毒病疫情推出第一期「保就業」計劃，建華集團透過6間關連公司獲批超過3,200萬港元補貼，成為獲得最多政府補貼的企業之一。同年8月，建華開拓另一超市品牌「FRESH 新鮮生活」，並於將軍澳日出康城購物商場THE LOHAS開設首間分店。集團其後租用鰂魚涌康怡廣場舖位開設第二間分店，取代原有的百佳超級市場。
2021年起，建華購入多個物業，包括斥2.85億元買入啟德尚．珒溋基座商舖。另外，建華亦持有瑧尚基座商場U Place。到2023年4月，建華在啟德區以6.5億元向中國海外購入啟德1號兩個基座商場連車位，料租金回報達5.2厘。
2021年8月，建華亦與屈臣氏集團聯營TASTE X FRESH新鮮生活超市，首間分店在淘大花園開業。其後，再在綠楊坊、好運中心、屯門市廣場、青衣城及藍灣廣場開設分店。直至2024年，建華共有11間直營或合辦超級。
2022年，建華活化自置的工廈，推出24小時開放的迷你倉「24 STORAGE」。
2023年，建華創立智能冷鏈物流 TAHUHU，為香港第一間無縫自動化冷鏈物流服務供應商，更於2024年收購合併本地物流公司 DCL Logistics。同年5月，行政總裁（智能物業管理）葉德文接受《香港01》專訪表示，集團自2022年7月起投資額5億元發展迷你倉業務24 STORAGE，至今已營運多達39個據點。當中包括自置物業及租用物業。
2024年1月起，建華為進一步發展，對各辦公室進行整合，於5月遷入尖東華懋大廈。同年2月，建華成為卡士乳酪香港獨家總代理，在香港有超過1,000個銷售點，包括各大超級市場及便利店。首個發佈活動邀請了陳豪及樂基兒出席。2024年6月19日，由建華管理的茵怡市場開設首家「U士多」，以較短期及價格相宜的貨品為主打，其後陸續在建華管理的街市、超市及商場開設分店，目前已有11間分店。同年8月推出新產品，樂基兒再次獲邀出席活動並教授瑜伽，同場亦有甄子丹女兒甄濟如。同年9月，黃大仙中心北館二樓的International by ParknShop擴充營業，承租旁邊舖位並翻新成taste x FRESH。

## 企業架構
「建華集團控股有限公司」旗下全資子公司包括「建華（街市）管理有限公司」、「建華管理有限公司」、「金年升有限公司」、「包點先生有限公司」和「建華投資發展有限公司」。
「建華（街市）管理有限公司」由2013年開始創立並管理「香港街市」品牌，集團翻新了二十多個屋邨街市，引入特別設計裝修、電子會員積分計劃和電子付款系統。「香港街市」總監為凌偉業。超市品牌「本灣水產」和「FRESH 新鮮生活」隸屬「瑪雷有限公司」旗下，公司行政總裁是李軒宇。瑪雷公司董事包括張奇鋒及葉銘釗，兩人同時擔任建華集團的董事，顯示瑪雷與建華的關聯。

## 物業投資
2021年12月，建華集團以2.85億港元買入啟德尚·珒溋商場。
2023年4月，建華集團以6.5億港元購入啟德1號商場。截至2023年4月，建華集團在三年內斥資至少17億元購入18項物業。

## 爭議
建華進駐領展街市後，對現有檔販加租，並以多個自家品牌經營街市內的肉檔，開拓「一條龍」模式。當中，建華曾經以翻新街市為由向小商戶加租。為了保障消費者的利益，有傳建華曾向商戶提出貨品建議售價指引。同時，街市的管理亦變得更透明及標準化。香港中文大學經濟學系副教授莊太量批評建華優待旗下公司，違反公平競爭原則，亦有可能導致商販合謀定價。香港豬肉行總商會理事長許偉堅於2016年表示，建華於領展街市大肆加租，導致小檔販無法生存，認為做法有壟斷成分。建華逼使街市商戶按照其指令調低貨品售價，導致2016年競爭事務委員會介入調查操控價格的指控，了解建華是否違反競爭條例。
由2016年開始，「香港街市」要求商販安裝八達通閱讀器，並收取一小部分八達通營業額，作為電子積分計劃的營運資金。營運「本灣水產」的瑪雷行政總裁李軒宇表示，電子支付是大勢所趨，只有約三成顧客堅持現金交易。

## 旗下品牌
| - 香港街市 - 鮮活市場 - 本灣水產 - FRESH 新鮮生活 - TASTE x FRESH（與屈臣氏集團聯營） - U士多 - 冠華鮮肉 - 利豐鮮肉 - 冠一鮮肉 - 建華農牧 - 新界佬 - 領鮮 - 兩益鮮肉 - 三有肉枱 - 順景肉枱 - 順華 - 順昌 - 喜臨門 肥威 - 順得 - 葵喜肉枱 - 葵盛肉枱 - 茂發肉枱 - 大生隆 - 彩明肉枱 - 利發牛肉 - 新興豬牛羊肉枱 - 農夫優質冰鮮豬 - 健康農場 - 牛丸哥哥 - 魚肉大皇 - 順景肉食公司 - 爵爺火鍋の食材店 - 高陞行 - 樂高食品 - smart-FOOD優質食材專門店 - 魚肉太太 | - 建華農牧 - 新界佬 - 肥仔記生果店 - 家農果菜 - 家農蔬菜 - 家家富鮮果 - 家旺蔬菜 - 家喜蔬菜 - 小辣椒 - 香港鮮生 - 天天優質果菜 - 利豐（茂發）蔬菜 - QunQunPan - 三哥鮮魚 - 二嫂鮮魚 - 環球海產 - 阿仁鮮魚 - 海運鮮魚 - 家農果菜 - 家農蔬菜 - 利豐（茂發）蔬菜 - 家家富鮮果 - 家旺蔬菜 - 家喜蔬菜 - 小辣椒 - 天天優質果菜 - 開心農場 Happy Farm | - 豆腐主義 - i-Chicken - 致專有限公司 - 思名有限公司 - 盈繼企業有限公司 - 盈滙發展國際有限公司 - 崇匯清潔有限公司 - 華雷有限公司 - 宏顥有限公司 - iSTORAGE - 24 STORAGE - 包點先生 - 燒鵝皇子 - 燒賣王子 - 皇后餃子 - 喜點DiM - 包點料理 - 俙明保安有限公司 - 霆鋒環境服務有限公司 - 海軍滅蟲有限公司 - 科魯魯新零售有限公司 - 瑪雷有限公司 - 萬智顧問有限公司 - 永昇顧問有限公司 - 瓦卡顧問有限公司 - 街市網 |

## 外部連結
- 香港街市 （页面存档备份，存于）
- 本灣水產 （页面存档备份，存于）
- Instagramhttps://www.instagram.com/uni_china_memes?igsh=MW1ocnQ5MG82MHlpYQ==